# Abdul Aziz (zapaśnik)
Abdul Aziz (ur. 15 kwietnia 1935) – pakistański zapaśnik walczący w stylu wolnym. Olimpijczyk z Melbourne 1956, gdzie zajął siódme miejsce w kategorii do 52 kg.

## Letnie Igrzyska Olimpijskie 1956
| Konkurencja      | Rundy eliminacyjne    | Rundy eliminacyjne    | Rundy eliminacyjne    | Klas. końcowa |
| Konkurencja      | Przeciwnik I          | Przeciwnik II         | Przeciwnik III        | Miejsce       |
| ---------------- | --------------------- | --------------------- | --------------------- | ------------- |
| 52 kg styl wolny | Lee Jeong-gyu (KOR) P | Fred Flannery (AUS) Z | Hüseyin Akbaş (TUR) P | 7.            |